# D-BARN
D-BARN（ディーバーン）は、かつてプロダクション人力舎に所属していたお笑いコンビ。

## メンバー
- 野路 晋一（のじ しんいち、1970年6月15日 - ）ボケ担当

大阪府出身。父親の仕事の都合で度々転校していた。現在は構成作家として活動。
- 田中 修（たなか しゅう、1969年4月17日 - ）ツッコミ担当

大阪府出身。高校卒業後15回転職した。解散後は人力舎のマネージャーをしていた。

## 出演番組
- ボキャブラ天国（フジテレビ、super時代に2回、黄金時代に1回、家族そろって時代に1回）
- 爆笑BOOING（関西テレビ、勝ち抜けず、テレビデビュー）
- AHERA（テレビ朝日）
- 嗚呼!バラ色の珍生!!（日本テレビ）
- ブレイクもの!（フジテレビ）他。